# Заруцкий, Иван Мартынович
Иван Мартынович Заруцкий (?, Тарнополь — 1614, Москва) — один из видных политических деятелей в Смутное время: соратник Лжедимитрия II, один из руководителей Первого земского ополчения. В 1608—1614 годах фаворит Марины Мнишек и по одной из версий настоящий отец её сына — Ивана. В летописях довольно часто встречается под именем — изменник Ивашко.

## Биография
Родился в Тернополе, мальчиком попал в неволю к крымским татарам, а оттуда бежал на Дон, где стал казаком. Выделившись своими недюжинными способностями, Заруцкий стал одним из донских атаманов.

### Восстание Болотникова
Заруцкий рано примкнул к Смуте, был сторонником первого Лжедмитрия и вместе с ним прибыл в Москву, где, впрочем, не играл сначала заметной роли и вернулся на Дон. Оттуда после гибели Лжедмитрия в 1606 году явился к Ивану Болотникову и Лжепетру. Вместе с ними он стоял под Москвой, а затем оборонял Тулу от войск царя Василия Шуйского. Из Тулы Заруцкий отправился в Северские города отыскивать «царя Димитрия Ивановича», упорные слухи о чудесном спасении которого во время московского майского движения 1606 года держались на Руси. Осенью 1607 года благодаря своевременному отъезду из Тулы, вскоре после этого взятой Шуйским, Заруцкий избежал неминуемой гибели.

### Тушинский лагерь

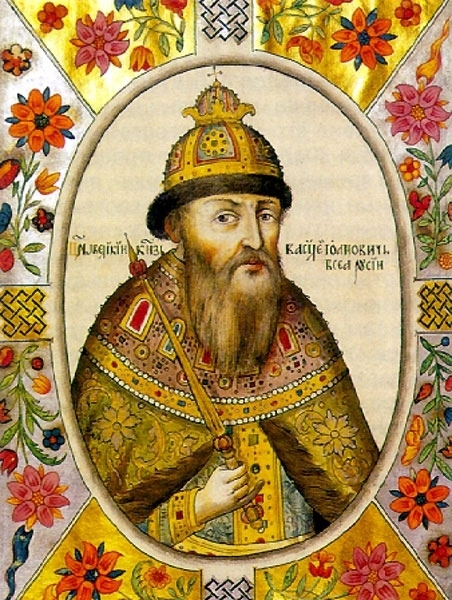
Портрет Василия Шуйского из Большого Титулярника, 1672 г.

В Стародубе Заруцкий действительно нашёл «царя Димитрия Ивановича», то есть Лжедмитрия II, и поступил к нему на службу. С этой поры начинается быстрое возвышение Заруцкого. Красивый, статный, видный, смелый, энергичный, умный атаман пришёлся по душе Лжедмитрию II и стал одним из приближённейших к нему лиц. Наряду с указанными свойствами, Заруцкий отличался жестокостью, лукавством и неразборчивостью в средствах. Один из наблюдательных современников Смуты так характеризует знаменитого военачальника: «воевода же над казаческими полки был московской служилой ротмистр пан Иван Заруцкой. Сей бысть не нехрабр, но сердцем лют и нравом лукав». Последние качества удалого атамана не были, впрочем, предосудительными в глазах Лжедмитрия II, который ценил в своём любимце безусловную преданность его своему делу, себе и выдающуюся распорядительность. Так Заруцкий, отправленный на Дон с целью привлечь на сторону Лжедмитрия II новые силы, сумел весною 1608 года привести в Орёл к «царю Димитрию Ивановичу» пятитысячный отряд казаков. Затем ему и Александру Лисовскому были подчинены все казацкие войска Лжедмитрия II. Подобным образом при первом походе Лжедмитрия к Москве Заруцкий командовал правым крылом его армии.
В 1608 году «царь Димитрий Иванович» (Лжедмитрий II) обосновался в Тушине, Заруцкий занял одно из первых мест в его совете. Лжедмитрий пожаловал своего любимца саном боярина. Казацкий воевода оказал в это время много услуг делу Лжедмитрия. Особенно прославился он в день неудачной для «царя Димитрия Ивановича» битвы под Москвой. Это сражение, губительное для тушинцев, произошло в 1609 году, в Троицын день, и началось нападением их войск на предместья Москвы. Большой отряд подошёл к столице, разбил высланных против него москвичей, прогнал их до самого города, возвратился и стал за Ходынкой на берегу. Царь Василий Шуйский выслал против тушинцев свои войска с пушками и гуляй-городами. Войска самозванца овладели было гуляй-городами, но в это время к москвичам подошли значительные подкрепления. Тогда войско Шуйского перешло в наступление, отбило свои гуляй-города, погнало неприятеля и чуть было не ворвалось в самое Тушино. Но здесь-то подоспел Заруцкий со своими донскими казаками. Он вступил в жаркий бой с москвичами и сумел удержать их на реке Химке.
На первый план он ставил свои личные цели, а, по своему западнорусскому происхождению, имея некоторые связи с поляками, не прочь был иногда поближе сойтись с ними. Поэтому, когда «царь Димитрий Иванович» вынужден был в декабре 1609 года бежать из Тушина в Калугу, Заруцкий обнаружил склонность примкнуть к сторонникам короля Сигизмунда и во время совещания многих влиятельных тушинцев с его послами согласился не признавать ни Шуйского, ни Лжедмитрия.
И даже тогда, когда громадное большинство донских казаков потянулось в Калугу к «царю Димитрию Ивановичу», бывший атаман не последовал за своими боевыми товарищами, а предпочёл отправиться в стан польского короля под Смоленск. Оттуда Заруцкий с войском гетмана Станислава Жолкевского отправился походом на Москву. Впрочем, отношения между родовитым талантливым паном и выскочкой тушинским «боярином» не наладились.
Вследствие этого Заруцкий вернулся к Лжедмитрию в Калугу и верно служил ему до дня гибели того, то есть до декабря 1610 года. Смерть Лжедмитрия поставила перед его «боярином» вопрос: договориться ли с поляками, или действовать на свой страх. Сначала Заруцкий решается как будто на первое. По крайней мере, в феврале 1611 года он ведёт переговоры с Яном Сапегой.

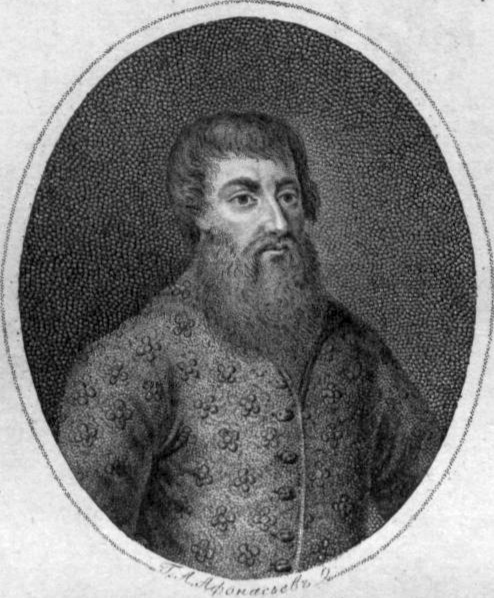
Портрет Д. Т. Трубецкого XIX со старинного оригинала

### Первое ополчение
В 1611 году под влиянием пробудившегося сознания национальной опасности, по призыву патриарха Гермогена и по почину думного дворянина и рязанского воеводы Прокопия Ляпунова поднялось первое земское ополчение для очищения Москвы от овладевших ею поляков. Заруцкий сделал выбор в его пользу и со своими казаками, очень любившими своего вождя, двинулся под Москву на соединение с Ляпуновым. Значительные силы, приведённые Заруцким под стены столицы, личные способности и влиятельное положение его среди бывших тушинцев, наконец, высокий сан, полученный им от Лжедмитрия и в то время имевший силу, выдвинули бывшего донского казака на одно из самых первых мест в государстве. Когда под Москвой образовался Совет всей земли, то во главе его стали боярин Дмитрий Трубецкой, боярин Иван Заруцкий и думный дворянин Прокопий Ляпунов. Двое из них представляли собой интересы казачества, а третий стоял во главе земщины.
Ляпунову, обладавшему очень твёрдым характером и опиравшемуся на сочувствие очень влиятельных земских кругов, удалось мало-помалу приобрести первенствующее значение в подмосковном стане и на Совете всей земли. Он провёл 30 июня 1611 года ряд постановлений, очень невыгодных для казачества. После этого и сам по себе непрочный союз между двумя враждебными по существу частями подмосковного ополчения окончательно распался. Этим обстоятельством воспользовался Заруцкий. Бывший казак, ставший боярином, начал домогаться первенствующего положения в государстве. На его дороге стоял Ляпунов. Заруцкий решил отделаться от опасного и ненавистного соперника. Он «и чести позавиде Прокопиеве и злую крамолу нань состави». Когда в казачью среду была умело пущена составленная по приказанию хозяйничавшего в Москве Гонсевского подложная грамота, в которой земский вождь якобы подстрекал земских людей бить и казнить казаков, где бы они ни встретились, Заруцкий сумел поддержать возмущение, вспыхнувшее у казаков. Ляпунов «предан бысть в кровоядныя руки злочинному сонмищу, идеже без зла не спят», другими словами, позван был для объяснения в казачий круг. Пылкий и гордый предводитель земщины во время объяснений с казаками не захотел сдержать себя и был 22 июля 1611 года убит разъярённой толпой. Его единомышленники, объятые ужасом, покинули подмосковный стан.
Под Москвой остались лишь тушинцы. По родовитости среди них первое место принадлежало князю Трубецкому, но фактически главная роль попала в руки Заруцкого. Он вместе с Трубецким присвоил себе доходы с богатой Важской волости. Вместе с Трубецким «боярин» Заруцкий рассылал грамоты по городам, зовя рати на очищение столицы государства от поляков. Влиятельная Троице-Сергиева лавра под давлением Заруцкого составляла воззвания, приглашавшие уездных людей на соединение с подмосковными «боярами и воеводами».

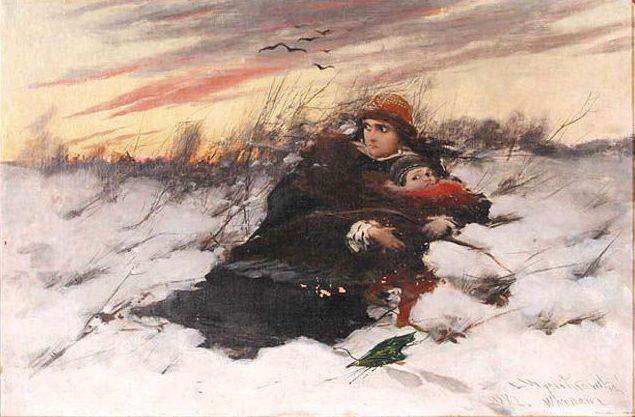
«Бегство Марины Мнишек», картина Леона Яна Вычулковского

### Конфликт ополчений
Пользуясь близостью к вдове Лжедмитриев, Марине Мнишек, он задумал провозгласить царём маленького сына «царя Димитрия Ивановича». При таком обороте дел Заруцкий упрочил бы своё положение, став на долгое время фактическим правителем государства. Однако даже в подмосковном стане затея Заруцкого встречена была без особого энтузиазма. В особенности же встревожила она патриарха Гермогена. Патриарх поспешил обратиться к земским людям с пламенным увещанием «отнюдь на царство проклятого паньина Маринкина сына не хотети». Не поддержали эту идею и вожди нового нижегородского ополчения, Кузьма Минин и Дмитрий Пожарский.
Тогда Заруцкий попытался найти другой способ удержаться у власти. Сначала, правильно оценив важное стратегическое и политическое значение Ярославля, тушинский «боярин» пытался овладеть этим городом. Потерпев неудачу в своём замысле, Заруцкий 2 марта 1612 года присягнул третьему Лжедимитрию, который ещё в декабре 1611 года прислал в подмосковные таборы своё посольство прося помощи в своей защите Пскова от шведских наёмников. Однако земское движение, направленное и против поляков, и против казаков, всё более крепло в стране. Оно располагало большими материальными средствами и внушительной военной силой. Передовые отряды земского ополчения постепенно захватывали подступы к Москве, оттесняя и разбивая казаков, многие из которых, привлекаемые щедрым жалованьем, переходили под знамёна Пожарского. Тогда Заруцкий отправил в Ярославль просьбу о помощи против поляков и лицемерно выражал раскаянье в том, что присягал Лжедимитрию III. Но Пожарский ему не поверил. После этого Заруцкий и ближайшие его приверженцы отправили своих агентов в Ярославль. Те организовали, но неудачно, покушение на князя Пожарского: подосланные убийцы были схвачены и раскрыли все обстоятельства заговора. Пожарский простил второстепенных участников заговора и отправил их в подмосковные таборы изобличить своих подстрекателей. В таборах поднялось большое волнение, которое ещё более усилилось, когда обнаружилась новая интрига Заруцкого. Он вступил в переговоры с гетманом Яном Ходкевичем, шедшим на выручку сидевших в Москве поляков.

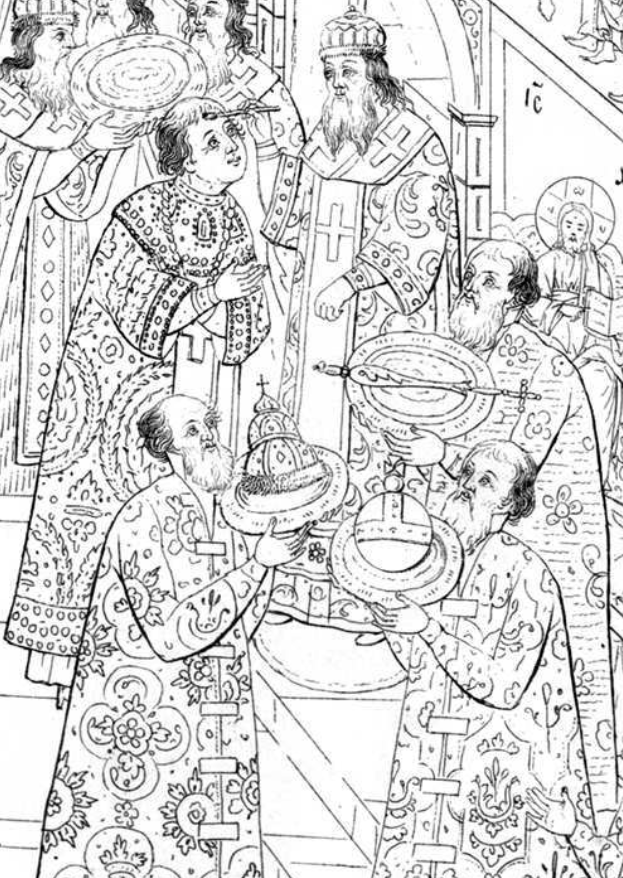
Помазание Михаила на царство. Митрополит Ефрем помазует Михаила, венец держит Иван Никитич Романов, скипетр — Дмитрий Тимофеевич Трубецкой, державу — Дмитрий Михайлович Пожарский. «Коронационный альбом Михаила Романова», 1673 г.

Заруцкий увидел, что положение его в лагере под Москвой сильно поколебалось. При этом к столице приближалось Второе ополчение. Тогда в августе 1612 года казацкий «боярин и воевода» с оставшейся ему верной значительной частью казаков («мало не с половиной войска») ушёл в Коломну, взяв с собой Марину Мнишек и её сына, который вполне мог быть использован как номинальный претендент на русский престол.
Из Коломны движение Заруцкого вскоре распространилось на Рязанщину. С 11 декабря 1612 года резиденцией атамана был рязанский город Михайлов, где он утвердился со стрелецкими, казачьими и черкасскими людьми, порядка двух с половиной тысяч человек. Зиму 1612-1613 годов Заруцкий провел в Михайлове откуда делал попытки распространить свою власть на соседние города. Подступал к Переславлю Рязанскому, но потерпел неудачу. За то имел успех в Пронске, Ряжске, Печерниках и Епифани, куда он перебрался оставив Михайлов на попечение дворянина Извольского в качестве воеводы. Военные действия против Заруцкого были поручены воеводе Мирону Андреевичу Вельяминову. Под его начало были присланы отряды дворян и детей боярских Свияжского уезда.
Заруцкий не принял решение февральского Земского собора 1613 года, на котором на царство был призван Михаил Фёдорович. Обладая влиянием на вдову бывшего правителя Лжедмитрия — Марину Мнишек, лелеял надежду возглавить государство при альтернативном кандидате. Была сделана попытка увещевания Заруцкого, три казака из состава полков Д.Т. Трубецкого были посланы к нему, но Заруцкий, по словам послов: "посадил их за крепких приставов, переграбил до нага, лошадей и ружья и платье и денежки всё пограбили". Тем временем воевода Мирон Вельяминов, несмотря на малочисленность своих отрядов, не оставлял мятежников в покое. Посылал служилых людей, которые понемногу начали очищать рязанские места от смуты. Около середины марта 1613 года присягнули новому Государю в Пронске и Пронском уезде, во второй половине в Ряжске и Печерниках, в первых числах апреля в Михайлове. Общее стремление освободиться от Заруцкого проникло и в его ставку в Епифань, откуда в начале апреля начали отъезжать некоторые казаки, дворяне и дети боярские, при общем количестве более 200 человек. В это время в Епифани прибыли из приморских городов более 300 человек черкас, с которыми он соединил свои войска и быстро выступил из Епифани. Вскоре в Москве узнали о сношении Заруцкого с дедиловскими казаками и его походе в Дедилов и Крапивну.
Для борьбы с казаками Заруцкого в Москве было сформировано войско под командованием воеводы Ивана Одоевского. Было дано указание воеводам, не только окраинных городов, но и многих замоскворецких идти к нему на службу. Сам князь Одоевский выступил из Москвы 19 апреля 1613 года, во главе небольшого отряда, собранного из дворян, детей боярских и стрельцов (казаков, по видимому опасались посылать, опасаясь измены).
Сам Заруцкий 10 апреля выступил из Епифани и пришел в Дедилов. Пробыв там один день и "выгрябя Дедилов", Заруцкий пошёл к Крапивне, куда подошел 13 апреля. Крапивна была взята, город и острог сожжены, крапивенский воевода и многие дворяне побиты. Зверства мятежников рубивших "в пирожные мяса" попавших к ним в плен царских дворян сказалось здесь по полной. По словам вдовы воеводы Максима Денисьевича Ивашкина ему: "губы и нос отрезали и ноги отсекли". Пробыв в городе три дня и посылая своих людей разорять соседние уезды, Заруцкий выступил к Черни, который занял после осады, в котором также побил служилых людей, разорил многие поместья чернских дворян, везде грабя и убивая помещиков и членов их семей. Простояв в городе неделю, он с войском выступил к Мценску. По видимому город взять ему не удалось, но он сильно разорил Мценский уезд, грабя и убивая на своём пути. Оттуда он направился к Новосилю, но не рассчитывая взять хорошо укреплённый город, Заруцкий остановился в селе Перестяжи и простояв здесь с неделю, ограбив что было можно, отправился к Ливнам, где оказался в начале мая. Город взять не смог, но опять разорил все соседние уезды. Пробыв некоторое время в Ливенском и Елецком уездах, он пошёл к Лебедяни. Соединившись царские воевода во главе с князем Одоевским по вестям о продвижении Заруцкого, перешли из Тулы в Данков и в начале июня двинулись на Заруцкого, за это время отошедшего к Воронежу. Под городом царские войска дали бой, который продолжался с 29 июня по 03 июля. В этих боях войско Заруцкого потеряло многих людей, знамя, пушки, весь обоз, коши и "с невеликими людьми побежали на Поле за Дон к Медведице".

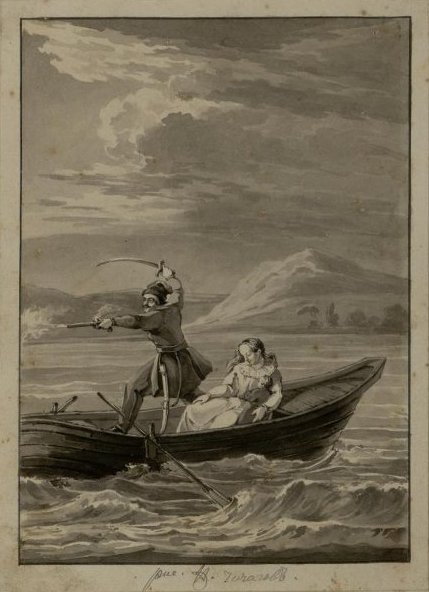
Бегство Марины Мнишек и Заруцкого, Чичагов Н. И., XIX в.

Сподвижники Заруцкого начали колебаться. Ряд городов, которых ранее контролировал Заруцкий, присягнули избранному царю Михаилу.

### Астраханский затвор
После этого сражения Заруцкий переправился через Дон и к концу 1613 года достиг Астрахани. Заруцкий не терял присутствия духа. Есть известие, что он в это время обвенчался с Мариной Мнишек.
Возможность соединения Заруцкого с волжскими казаками пугала правительство. На Дон и на Волгу летели увещания от царя, духовенства и собора всяких чинов людей; волжским казакам царь отправил даже дары. Отправлены были грамоты от царя и собора и к самому Заруцкому, с обещанием полного помилования. Между тем, помимо Астрахани, Терский городок также стал на сторону Заруцкого. В то же время бывший атаман не терял надежды снова поднять вольное казачество, посылал «прелестные» грамоты на Дон, но не имел успеха. Получив государево «многое жалованье», донцы объявили, что они не начнут нового «воровства». Впрочем, среди этих казаков нашлось около 500—600 человек, которые прельстились затеваемым Заруцким походом на Самару и Казань и «добычей зипунов» во время этого предприятия.
Весной 1614 года Заруцкий принуждён был запереться в Астраханском кремле. К Астрахани из Москвы шли боярин Иван Одоевский, окольничий Семён Головин и дьяк Василий Июдин. Заруцкий не стал дожидаться высланной против него московской рати. Он испугался появления под Астраханью «казанца Василья Хохлова с ратными людьми», которых выслал против Заруцкого терский воевода П. П. Головин. Силы Заруцкого быстро таяли, и он в мае 1614 года с Мариной Мнишек и её сыном бежал на Яик, где и укрылся на Медвежьем острове.  (Архивные исследования, проведённые писателем и историком И. И. Железновым, показали, что остров находился между нынешними посёлками Жанабулак и Чапаев на расстоянии около 400 км по прямой от Каспийского моря. Остров исчез до начала XIX века в результате изменения русла реки).
26 июня после осады острова и  боя Заруцкий захвачен стрелецким головой Гордеем Пальчиковым и головой Севастьяном Онучиным, которые были отправлены Одоевским. 6 июля 1614 года Заруцкий был привезён в Астрахань, а оттуда вместе с Мариной Мнишек и её сыном был отправлен в Москву. «На Москве же тово Заруцково посадиша на кол, а Ворёнка повесиша, а Марина умре на Москве» (в тюрьме в 1614-м году).

## Интересные факты
Родной брат Ивана Заруцкого Захарий Заруцкий был атаманом запорожских казаков и также участвовал в событиях Смутного времени, предприняв после смерти брата разорительный рейд по поволжским землям.